# نیکونیکو
نیکونیکو (به ژاپنی: ニコニコ動画, Niko Niko Dōga)، یک سرویس اشتراک‌گذاری ویدیوی ژاپنی (سکوی برخط ویدئو) مستقر در توکیو، ژاپن است. «نیکونیکو» ایدئوفون ژاپنی برای لبخند زدن است. طبق گزارش الکسا اینترنت از سال ۲۰۲۱، نیکونیکو سی و چهارمین وب سایت پربازدید در ژاپن است.
وب‌سایت رسمی کادوکاوا و پلتفرم اشتراک‌گذاری ویدیو نیکونیکو پس از یک تعطیلی دوماهه به دلیل حمله سایبری ۲۰۲۴ به کادوکاوا و نیکونیکو در ۸ ژوئن ۲۰۲۴ دوباره آنلاین شد. نتیجه تحقیق‌های منتشر شده در همان روز تأیید می‌کند که این حمله اطلاعات ۲۵۴۲۴۱ کاربر را درز کرده است.